# مگان الن
مگان الن (انگلیسی: Meghan Allen؛ زاده ۱۲ نوامبر ۱۹۸۰) یک مانکن اهل ایالات متحده آمریکا است.